# Puchar Interkontynentalny w Lekkoatletyce 2018 – bieg na 400 m mężczyzn
Bieg na 400 metrów mężczyzn – jedna z konkurencji biegowych rozgrywana w ramach lekkoatletycznyego pucharu interkontynentalnego na Stadionie miejskim w Ostrawie-Witkowicach.

## Terminarz
Źródło: worldathletics.org.
| Data       | Godzina |
| ---------- | ------- |
| 9 września | 15:57   |

## Rekordy
Tabela prezentuje rekord świata, rekord pucharu interkontynentalnego, rekordy kontynentów oraz najlepszy wynik na listach światowych w sezonie 2018 przed rozpoczęciem mistrzostw.
|                                     | Zawodnik             | Wynik | Miejsce        | Data                  |
| ----------------------------------- | -------------------- | ----- | -------------- | --------------------- |
| Rekord świata                       | Wayde van Niekerk    | 43,03 | Rio de Janeiro | 14 sierpnia 2016(dts) |
| Listy światowe                      | Michael Norman       | 43,61 | Eugene         | 8 czerwca 2018(dts)   |
| Rekord pucharu interkontynentalnego | Jeremy Wariner       | 44,22 | Split          | 4 września 2010(dts)  |
| Rekord Afryki                       | Wayde van Niekerk    | 43,03 | Rio de Janeiro | 14 sierpnia 2016(dts) |
| Rekord Azji                         | Yousef Ahmad Masrahi | 43,93 | Pekin          | 23 sierpnia 2015(dts) |
| Rekord Ameryki Północnej            | Michael Johnson      | 43,18 | Sewilla        | 26 sierpnia 1999(dts) |
| Rekord Ameryki Południowej          | Sanderlei Parrela    | 44,29 | Sewilla        | 26 sierpnia 1999(dts) |
| Rekord Europy                       | Thomas Schönlebe     | 44,33 | Rzym           | 3 września 1987(dts)  |
| Rekord Australii i Oceanii          | Darren Clark         | 44,38 | Seul           | 26 września 1988(dts) |

## Rezultaty
Źródło: worldathletics.org.
| Pozycja | Tor | Zawodnik             | Drużyna        | Czas  | Punkty | Uwagi    |
| ------- | --- | -------------------- | -------------- | ----- | ------ | -------- |
| 1.      | 4   | Abd al-Ilah Harun    | Azja i Oceania | 44,72 | 8      |          |
| 2.      | 3   | Baboloki Thebe       | Afryka         | 45,10 | 7      |          |
| 3.      | 6   | Nathan Strother      | Ameryka        | 45,28 | 6      |          |
| 4.      | 5   | Matthew Hudson-Smith | Europa         | 45,72 | 5      |          |
| 5.      | 8   | Muhammed Anas        | Azja i Oceania | 45,72 | 4      |          |
| 6.      | 2   | Luguelín Santos      | Ameryka        | 45,81 | 3      |          |
| 7.      | 1   | Kévin Borlée         | Europa         | 46,26 | 2      |          |
| –       | 7   | Joseph Millar        | Azja i Oceania | DSQ   | 0      | 163.3(a) |

## Klasyfikacja drużynowa
Źródło:
| Miejsce | Drużyna        | Punkty indywidualne | Punkty drużynowe        |
| ------- | -------------- | ------------------- | ----------------------- |
| 1.      | Azja i Oceania | 12                  | 16 (wykorzystany joker) |
| 2.      | Ameryka        | 9                   | 6                       |
| 3.      | Europa         | 7                   | 3                       |
| 3.      | Afryka         | 7                   | 3                       |